# Thrasops flavigularis
Espèce
Synonymes
- Dendrophis flavigularis Hallowell, 1852
- Hapsidophrys niger Günther, 1872
- Thrasops pustulatus Buchholz & Peters, 1875

Thrasops flavigularis  est une espèce de serpents de la famille des Colubridae.

## Répartition
Cette espèce se rencontre au Gabon, au Cameroun, dans le sud-ouest du Nigeria, dans l'est de la République démocratique du Congo et en République du Congo.

## Publication originale
- Hallowell, 1852 : On a new genus and two new species of African serpents. Proceedings of the Academy of Natural Sciences of Philadelphia, vol. 6 p. 203-205 (texte intégral).